# Futebolista sul-americano do ano 1971
O premio de jogador sul-americano do ano, foi atribuído a partir do ano de 1971 Até 1992
pelo jornal venezuelano "El Mundo". Este premio foi aberto para qualquer jogador sul-americano e foi reconhecído como oficial até o ano de 1985, sendo substituído posteriormente pelo jornal uruguaio, "El País", que recebeu status de oficial em 1986, passando a nomear, o "Rei de futebol da América", Elegendo somente jogadores sul-americanos e de clubes da América do Sul.

## Melhores jogadores do ano
Escolhidos Pelo diário venezuelano "El Mundo", por escritores de futebol da America do Sul. Qualquer jogador sul-americano era  elegível, não importando qual país ou continente ele jogasse.

Top 10
Vencedores
```
 1. Eduardo G. de Andrade "TOSTÃO"      Brasil    
 Cruzeiro (Bra)

 2. Omar PASTORIZA                      Argentina 
 Independiente (Arg)

 3. Luis ARTIME                         Argentina 
 Nacional (Uru)
```

```
 4. Teófilo CUBILLAS                    Peru      
 Alianza Lima (Per)

 5. GÉRSON de Oliveira Nunes            Brasil    
 São Paulo F.C. (Bra)

 6. Edson Arantes do Nascimento "PELÉ"  Brasil    
 Santos (Bra)

 7. Ladislao MAZURKIEWICZ               Uruguai   
 Atletico Mineiro (Bra)

 8. Jair Ventura Filho "JAIRZINHO"      Brasil    
 Botafogo (Bra)

 9. Roberto RIVELINO                    Brasil    
 Corinthians (Bra)

10.Héctor CHUMPITAZ                     Peru      
Universitario de Deportes (Per)
```

- - Regulamento: Somente os três primeiros são premiados:

1. Bola de ouro
2. Bola de prata
3. Bola de bronze